# XLVIII Copa Nacional Renault
La 48.ª edición de la Copa Nacional Renault es la temporada 2016 de la Renault Sport Clio Cup España. Es el último año con Vline como organizador principal del campeonato. Sólo este año se usa un particular sistema de puntuación por ronda donde, para la clasificación general, sólo cuenta el mejor resultado en carrera de esa ronda más los puntos de los entrenamientos.

## Escuderías y pilotos
| Escudería                          | N.º | Piloto                                        | Rondas |
| ---------------------------------- | --- | --------------------------------------------- | ------ |
| PCR Sport                          | 1   | Mikel Azcona (J)                              | 3-4    |
| AD Desguaces la Torre - SMC Junior | 2   | Juan Carlos Esteban (A) Philippe Valenza (J)  | 1-2    |
| AD Desguaces la Torre - SMC Junior | 2   | Juan Carlos Esteban (A)                       | 3-5    |
| AD Desguaces la Torre - SMC Junior | 4   | Pablo Martín José María González (R) (J)      | 1-2    |
| AD Desguaces la Torre - SMC Junior | 4   | Pablo Martín                                  | 3, 5   |
| AD Desguaces la Torre - SMC Junior | 10  | José María González (R) (J)                   | 3-5    |
| AD Desguaces la Torre - SMC Junior | 23  | Jordi Palomeras                               | Todas  |
| Escudería Costa Daurada - Team VRT | 3   | Alfonso Sangrador (J)                         | Todas  |
| Escudería Costa Daurada - Team VRT | 8   | Álex Royo                                     | 1, 3-5 |
| Escudería Costa Daurada - Team VRT | 27  | Lluc Ibàñez (R)                               | 4-5    |
| Escudería Costa Daurada - Team VRT | 70  | Arturo Espuny                                 | 5      |
| Milan Compétition                  | 5   | Nicolas Milan                                 | 1, 3   |
| Milan Compétition                  | 6   | Emilian Carde (R) (J)                         | 1      |
| RACE - SMC Junior                  | 9   | Philippe Valenza (J)                          | 3-5    |
| RC2 Junior                         | 11  | Jens Liebhauser (R)                           | 3      |
| RC2 Junior                         | 14  | Ferrán Méndez (J)                             | Todas  |
| Automóvil Club Zaragoza - JR       | 12  | Joaquín Rodrigo (A)                           | Todas  |
| GPA Racing                         | 15  | David Pouget (R)                              | 3-4    |
| GPA Racing                         | 26  | Bénédicte Geyer (R) (D)                       | 3      |
| Monlau Competición                 | 35  | Alba Cano (R) (J) (D)                         | 5      |
| Renault Sport Spain                | 25  | Luis González (J) Antonio Villaescusa (R) (J) | 2      |
| Renault Sport Spain                | 49  | Luis González (J)                             | 5      |
| Renault Sport Spain                | 50  | M. Van Der Laan (J)                           | 5      |
| Renault Sport Spain                | 51  | G. Cebrián Antonio Villaescusa (R) (J)        | 5      |
| Vic'Team                           | 64  | Eric Tremoulet                                | Todas  |
| Vic'Team                           | 67  | Jéremy Lesoudier (R) (J)                      | 1      |
| Vic'Team                           | 95  | Olivier Jouffret (R)                          | Todas  |

(J) = piloto júnior, (R) = piloto rookie, (F) = piloto femenina, (A) = piloto amateur

## Calendario
| Ronda | Ronda | Circuito                       | Fecha            | Acompaña a           |
| ----- | ----- | ------------------------------ | ---------------- | -------------------- |
| 1     | C1    | Circuito de Barcelona-Cataluña | 3 de abril       | CER-GT               |
| 1     | C2    | Circuito de Barcelona-Cataluña | 3 de abril       | CER-GT               |
| 2     | C1    | MotorLand Aragón               | 16 de abril      | FV8 3.5 + EFR 2.0    |
| 2     | C2    | MotorLand Aragón               | 17 de abril      | FV8 3.5 + EFR 2.0    |
| 3     | C1    | Circuito de Navarra            | 22 de mayo       | F4 Española          |
| 3     | C2    | Circuito de Navarra            | 22 de mayo       | F4 Española          |
| 4     | C1    | Circuito Ricardo Tormo         | 25 de septiembre | CER-GT + F4 Española |
| 4     | C2    | Circuito Ricardo Tormo         | 25 de septiembre | CER-GT + F4 Española |
| 5     | C1    | Circuito del Jarama            | 1 de octubre     | GP Camión de España  |
| 5     | C2    | Circuito del Jarama            | 2 de octubre     | GP Camión de España  |

## Resultados

### Campeonato de pilotos
| Posición | 1º | 2º | 3º | 4º | 5º | 6º | 7º | 8º | 9º | 10º | 11º | 12º | 13º-15º | 16º-19º | 20º-25º | T1 | T2 |
| -------- | -- | -- | -- | -- | -- | -- | -- | -- | -- | --- | --- | --- | ------- | ------- | ------- | -- | -- |
| Puntos   | 30 | 26 | 22 | 19 | 16 | 14 | 12 | 10 | 8  | 6   | 5   | 4   | 3       | 2       | 1       | 2  | 1* |

| Pos                                                                    | Piloto                        | CAT | CAT | ARA | ARA | NAV | NAV | CRT | CRT | JAR | JAR | Campeonato | Campeonato | (J) / (R) / (D) | (J) / (R) / (D) |
| Pos                                                                    | Piloto                        | CAT | CAT | ARA | ARA | NAV | NAV | CRT | CRT | JAR | JAR | Retención  | Puntos     | Retención       | Puntos          |
| ---------------------------------------------------------------------- | ----------------------------- | --- | --- | --- | --- | --- | --- | --- | --- | --- | --- | ---------- | ---------- | --------------- | --------------- |
| 1                                                                      | Éric Tremoulet                | 2   | 3   | 2*  | 2*  | 2   | 4   | 4   | 2   | 1   | 4   | (144 - 26) | 118        |                 |                 |
| 2                                                                      | Olivier Jouffret (R)          | 4   | 1*  | 1   | 1   | 6   | 9   | 9   | 10  | 6   | 2   | (113 - 8)  | 105        | (185 - 14)      | 171             |
| 3                                                                      | Jordi Palomeras               | 3   | Ret | 3   | 3   | 5   | 5   | 3   | 1   | 9   | 6   | (104 - 14) | 90         |                 |                 |
| 4                                                                      | José María González (R) (J)   |     | 7   | 4   |     | 7   | 10  | 5   | 5   | 4   | 1   | (89 - 12)  | 77         |                 | 130             |
| 5                                                                      | Mikel Azcona (J)              |     |     |     |     | 14* | 1   | 1   | 3   |     |     |            | 63         |                 | 85              |
| 6                                                                      | Alfonso Sangrador (J)         | 12* | Ret | 6   | 7   | 4   | 6   | 10  | Ret | 5   | 3   | (66 - 5)   | 61         |                 | 107             |
| 7                                                                      | Nicolas Milan                 | 1   | 2   |     |     | 1   | 2   |     |     |     |     |            | 60         |                 |                 |
| 8                                                                      | Álex Royo                     | 5   | 5   |     |     | 10  | 11  | 6   | 8   | 3*  | Ret |            | 59         |                 |                 |
| 9                                                                      | Philippe Valenza (J)          |     | 9   |     | 6   | 12  | 7   | 7   | 6   | 10  | 5*  | (65 - 8)   | 57         |                 | 86              |
| 10                                                                     | Ferrán Méndez (J)             | 11  | 6   | 5   | 4   | 8   | Ret | 8   | 9   | 7   | 7   | (65-10)    | 55         |                 | 106             |
| 11                                                                     | David Pouget (R)              |     |     |     |     | 3   | 3   | 2*  | 4   |     |     |            | 53         |                 | 89              |
| 12                                                                     | Pablo Martín                  | 8   |     |     | 5   | Ret | 8   |     |     | Ret | 9   |            | 44         |                 |                 |
| 13                                                                     | Lluc Ibáñez (R)               |     |     |     |     |     |     | 11  | 7   | 2   | Ret |            | 38         |                 | 43              |
| 14                                                                     | José Joaquín Rodrigo          | 10  | 8   | 7   | 8   | 9   | 13  | 12  | 11  | 13  | 21  | (39 - 4)   | 35         |                 |                 |
| 15                                                                     | Juan Carlos Esteban           | 9   |     | 9   |     | 15  | 12  | 13  | 12  | 8   | 8   | (34 - 4)   | 30         |                 |                 |
| 16                                                                     | Emilian Carde (R) (J)         | 7   | 4   |     |     |     |     |     |     |     |     |            | 19         |                 | 31              |
| 17                                                                     | Jéremi Lesoudier (R) (J)      | 6   | Ret |     |     |     |     |     |     |     |     |            | 14         |                 | 14              |
| 18                                                                     | Alejandro Villaescusa (R) (J) |     |     |     | 9   |     |     |     |     |     | 22  |            | 11         |                 | 11              |
| 19                                                                     | Luis González (J)             |     |     | 8   |     |     |     |     |     | Ret | Ret |            | 10         |                 | 10              |
| 20                                                                     | Alba Cano (R) (J) (D)         |     |     |     |     |     |     |     |     | 11  | 10  |            | 6          |                 | 11              |
| 21                                                                     | Bénédicte Geyer (R) (D)       |     |     |     |     | 11  | 15  |     |     |     |     |            | 5          |                 | 8               |
| =                                                                      | M. Van Der Laan (J)           |     |     |     |     |     |     |     |     | 16  | 20  |            | 5          |                 | 8               |
| 22                                                                     | Arturo Espuny                 |     |     |     |     |     |     |     |     | 12  | Ret |            | 4          |                 |                 |
| 23                                                                     | Jens Liebhauser (R)           |     |     |     |     | 13  | 14  |     |     |     |     |            | 3          |                 | 6               |
| =                                                                      | G. Cebrián                    |     |     |     |     |     |     |     |     | 14  |     |            | 3          |                 |                 |
| Pilotos participantes en la Challenge SMC Junior no aptos para puntuar |                               |     |     |     |     |     |     |     |     |     |     |            |            |                 |                 |
|                                                                        | Manuel Caballo                |     |     |     |     |     |     |     |     | 15  | 11  |            |            |                 |                 |
|                                                                        | Andoni Parron                 |     |     |     |     |     |     |     |     | 20  | 12  |            |            |                 |                 |
|                                                                        | Victor Fernández              |     |     |     |     |     |     |     |     | 19  | 13  |            |            |                 |                 |
|                                                                        | Zihara Esteban                |     |     |     |     |     |     |     |     | 17  | 14  |            |            |                 |                 |
|                                                                        | José Carlos Rodríguez         |     |     |     |     |     |     |     |     | Ret | 15  |            |            |                 |                 |
|                                                                        | Eugenio Fernández             |     |     |     |     |     |     |     |     |     | 16  |            |            |                 |                 |
|                                                                        | Moisés Ruiz                   |     |     |     |     |     |     |     |     | 24  | 17  |            |            |                 |                 |
|                                                                        | Mario Asenjo                  |     |     |     |     |     |     |     |     | 18  | 19  |            |            |                 |                 |
|                                                                        | G. Morales                    |     |     |     |     |     |     |     |     |     | 18  |            |            |                 |                 |
|                                                                        | Elias Huelves                 |     |     |     |     |     |     |     |     | 21  | Ret |            |            |                 |                 |
|                                                                        | A. Muñoz                      |     |     |     |     |     |     |     |     | 22  |     |            |            |                 |                 |
|                                                                        | Andrea Fernández              |     |     |     |     |     |     |     |     | 23  |     |            |            |                 |                 |
| Pos                                                                    | Piloto                        | CAT | CAT | ARA | ARA | NAV | NAV | CRT | CRT | JAR | JAR | Retención  | Puntos     | Retención       | Puntos          |
| Pos                                                                    | Piloto                        | CAT | CAT | ARA | ARA | NAV | NAV | CRT | CRT | JAR | JAR | Campeonato | Campeonato | (J) / (R) / (D) | (J) / (R) / (D) |

| Color     | Resultado                                                               |
| --------- | ----------------------------------------------------------------------- |
| Oro       | Ganador                                                                 |
| Plata     | 2.ª plaza                                                               |
| Bronce    | 3.ª plaza                                                               |
| Verde     | Finalizó en los puntos                                                  |
| Azul      | Finalizó sin puntos                                                     |
| Azul      | NC - No clasificado                                                     |
| Violeta   | Ret - No terminó (Carrera)                                              |
| Rojo      | DNQ - No se clasificó                                                   |
| Negro     | DSQ - Descalificado                                                     |
| Blanco    | DNS - No empezó (carrera)                                               |
| Blanco    | WD - Retirado (fin de semana)                                           |
| Blanco    | C - Carrera cancelada                                                   |
| Sin color | DNP - Inscrito pero no participó                                        |
| Sin color | INJ - Lesionado                                                         |
| Sin color | EX - Excluido                                                           |
| Estado    | Resultado                                                               |
| Negrita   | Pole position                                                           |
| Cursiva   | Vuelta rápida                                                           |
| †         | Abandona, pero clasifica al completar el porcentaje requerido para ello |

### Clasificación amateur
Sistema de puntuación
| Posición | 1º | 2º | 3º | 4º |
| -------- | -- | -- | -- | -- |
| Puntos   | 14 | 12 | 10 | 8  |

| Pos | Piloto              | CAT | CAT | ARA | ARA | NAV | NAV | CRT | CRT | JAR | JAR | Retención  | Puntos |
| --- | ------------------- | --- | --- | --- | --- | --- | --- | --- | --- | --- | --- | ---------- | ------ |
| 1   | Joaquín Rodrigo     | 2   | 1   | 1   | 1   | 1   | 2   | 1   | 1   | 2   | 2   | (132 - 24) | 108    |
| 2   | Juan Carlos Esteban | 1   |     | 2   |     | 2   | 1   | 2   | 2   | 1   | 1   |            | 104    |

### Clasificación preparadores
| Posición | 1º | 2º | 3º | 4º | 5º | 6º | 7º | 8º | 9º | 10º | 11º | 12º |
| -------- | -- | -- | -- | -- | -- | -- | -- | -- | -- | --- | --- | --- |
| Puntos   | 22 | 18 | 15 | 12 | 10 | 8  | 6  | 5  | 4  | 3   | 2   | 1   |

| Pos | Piloto             | CAT | CAT | ARA | ARA | NAV | NAV | CRT | CRT | JAR | JAR | Puntos |
| --- | ------------------ | --- | --- | --- | --- | --- | --- | --- | --- | --- | --- | ------ |
| 1   | Vic'Team           | 2   | 1   | 1   | 1   | 2   | 4   | 4   | 2   | 1   | 2   | 286    |
| 1   | Vic'Team           | 4   | 3   | 2   | 2   | 6   | 9   | 9   | 10  | 6   | 4   | 286    |
| 2   | SMC Junior         | 3   | 7   | 3   | 3   | 5   | 5   | 3   | 1   | 4   | 1   | 220    |
| 2   | SMC Junior         | 8   | 9   | 4   | 5   | 7   | 7   | 5   | 5   | 8   | 5   | 220    |
| 3   | Team VRT           | 5   | 5   | 6   | 7   | 4   | 6   | 6   | 7   | 2   | 3   | 137    |
| 3   | Team VRT           | 12* | Ret |     |     | 10  | 11  | 10  | 8   | 3   | Ret | 137    |
| 4   | Milan Compétition  | 1   | 2   |     |     | 1   | 2   |     |     |     |     | 98     |
| 4   | Milan Compétition  | 7   | 4   |     |     |     |     |     |     |     |     | 98     |
| 5   | GPA Racing         |     |     |     |     | 3   | 3   | 2   | 4   |     |     | 62     |
| 5   | GPA Racing         |     |     |     |     | 11  | 15  |     |     |     |     | 62     |
| 6   | PCR Sport          |     |     |     |     | 14  | 1   | 1   | 3   |     |     | 59     |
| 7   | RC2 Junior Team    | 11  | 6   | 5   | 4   | 8   | 14  | 8   | 9   | 7   | 7   | 58     |
| 7   | RC2 Junior Team    |     |     |     |     | 13  | Ret |     |     |     |     | 58     |
| 8   | Joaquín Rodrigo    | 10  | 8   | 7   | 8   | 9   | 13  | 12  | 11  | 13  | 21  | 27     |
| 9   | Monlau Competición |     |     |     |     |     |     |     |     | 11  | 10  | 5      |